# 올림픽 부르키나파소 선수단
부르키나파소는 1988년부터 개최된 모든 하계 올림픽에 선수단을 보냈다. 이전 이름인 오트볼타 공화국(VOL)으로 1972년에도 참가했다. 부르키나파소는 10개의 다른 올림픽에 출전한 후 2020년 하계 올림픽에서 첫 올림픽 메달을 획득했다. 올림픽에서는 위그 파브리스 장고가 남자 세단뛰기에서 동메달을 획득한 데 이어 올림픽이 열렸다. 부르키나파소의 어떤 선수도 동계 올림픽에 참가한 적이 없다.

## 대회별 메달 집계

### 하계 올림픽 메달 집계
| 경기                  | 선수        | 금 | 은 | 동 | 합계 | 순위 |
| 1972년 뮌헨           | 1           | 0  | 0  | 0  | 0    | –    |
| 1976년 몬트리올       | 불참        |    |    |    |      |      |
| 1980년 모스크바       | 불참        |    |    |    |      |      |
| 1984년 로스앤젤레스   | 불참        |    |    |    |      |      |
| 1988년 서울           | 6           | 0  | 0  | 0  | 0    | –    |
| 1992년 바르셀로나     | 4           | 0  | 0  | 0  | 0    | –    |
| 1996년 애틀랜타       | 5           | 0  | 0  | 0  | 0    | –    |
| 2000년 시드니         | 4           | 0  | 0  | 0  | 0    | –    |
| 2004년 아테네         | 5           | 0  | 0  | 0  | 0    | –    |
| 2008년 베이징         | 6           | 0  | 0  | 0  | 0    | –    |
| 2012년 런던           | 5           | 0  | 0  | 0  | 0    | –    |
| 2016년 리우데자네이루 | 5           | 0  | 0  | 0  | 0    | –    |
| 2020년 도쿄           | 7           | 0  | 0  | 1  | 1    | 86   |
| 2024년 파리           | 미래 이벤트 |    |    |    |      |      |
| 2028년 로스앤젤레스   | 미래 이벤트 |    |    |    |      |      |
| 2032년 브리즈번       | 미래 이벤트 |    |    |    |      |      |
| 합계                  | 합계        | 0  | 0  | 1  | 1    | 147  |

### 종목별 메달
| 종목       | 금 | 은 | 동 | 합계 |
| ---------- | -- | -- | -- | ---- |
| 육상       | 0  | 0  | 1  | 1    |
| 합계 (1개) | 0  | 0  | 1  | 1    |

## 메달리스트 목록
| 메달   | 이름                 | 경기        | 종목 | 이벤트           |
| ------ | -------------------- | ----------- | ---- | ---------------- |
| 동메달 | 휴그스 파브리스 장고 | 2020년 도쿄 | 육상 | 남자 트리플 점프 |